# John Nicholson (Offizier)

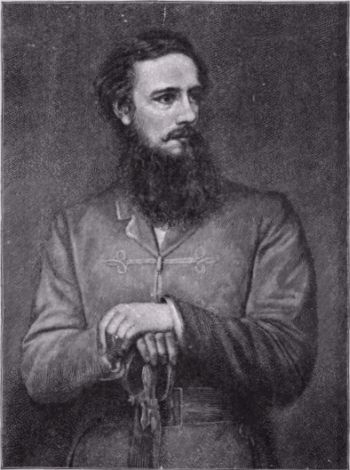
John Nicholson

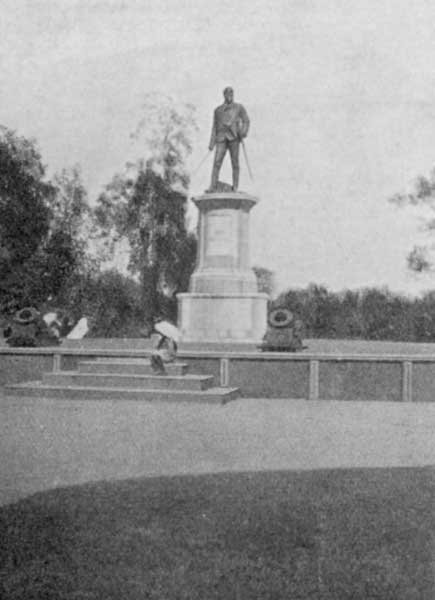
Denkmal für John Nicholson in Delhi. Die Statue wurde entfernt, als Indien unabhängig wurde.

John Nicholson (* 11. Dezember 1822; † 23. September 1857) war ein Offizier der Britischen Ostindien-Kompanie, der während des Indischen Aufstands von 1857 eine wesentliche Rolle in der Niederschlagung des Aufstands spielte. Er starb an Schusswunden, die er während der Wiedereinnahme von Delhi im September 1857 erlitt.

## Leben
John Nicholson war der älteste Sohn des Arztes Alexander Jaffray Nicholson und seiner Ehefrau Clara Hogg. Nachdem sein Onkel James Hogg ihm 1839 eine Offiziersstelle in der Armee der Britischen Ostindien-Kompanie geschenkt hatte, trat er dort seinen Dienst an. Seine ersten militärischen Erfahrungen sammelte er während des Ersten Anglo-Afghanischen Krieges, wo er am Khyberpass die verstümmelte Leiche seines Bruders Alexander fand. Danach diente er als politischer Assistent von Sir Henry Lawrence. Zu Beginn des Indischen Aufstands von 1857 war er Deputy Commissioner in Peschawar, einem der nördlichsten Gebiete von Britisch-Indien. John Nicholson wurde für seine schnelle und entschiedenen Handlungen bekannt, mit denen er verhinderte, dass der Aufstand in Peschawar sich ausweitete. Er ließ am 22. Mai, nur wenige Tage nachdem der Aufstand in Merath ausgebrochen war, seine zahlenmäßig unterlegenen Truppen ihre indischen Mitsoldaten entwaffnen und verhinderte damit eine Ausweitung des Aufstands auf diese Region. Am 14. Juni wurde er vorläufig zum Brigadegeneral ernannt und ihm eine mobile Einsatztruppe anvertraut, mit der er indische Truppen entwaffnete, bevor sie sich dem Indischen Aufstand anschließen konnten beziehungsweise sie in Kämpfen stellte. Wegen seiner großen Erfolge in dieser Aufgabe wurde er am 25. Juli von Henry Lawrence nach Delhi geschickt. Delhi war seit Beginn des Aufstands in indischer Hand. Auf einem Höhenkamm nordwestlich der Stadt hatten sich britische Truppen verschanzt, denen es jedoch noch nicht gelungen war, die Stadt zurückzuerobern. Nicholson gelang es am 24. August, eine zahlenmäßig weit stärkere aufständische Truppe zu schlagen, die einen Versorgungszug für die britischen Truppen in Delhi abfangen wollte. Der Erfolg wurde von seinen Zeitgenossen als militärische Glanzleistung gewertet. John Nicholson gehörte zu den Offizieren, die auf eine Erstürmung von Delhi drängten. Seinen vorgesetzten Offiziere, die vor der Rückeroberung Delhis zurückschreckten, warf er Unfähigkeit vor. Er drohte damit, den kommandierenden Offizier der britischen Truppen, die Delhi belagerten, gewaltsam abzusetzen, wenn dieser sich nicht endlich für einen Sturm auf Delhi entschloss. John Nicholson wurde zu Beginn des Sturms auf Delhi schwer verwundet. Er erlebte jedoch noch, dass Delhi erfolgreich wieder eingenommen werden konnte.
John Nicholson galt als charismatischer Offizier, der allerdings auch bereit war, hohe Risiken für sich und seine Truppen in Kauf zu nehmen. Berüchtigt ist seine Verachtung für Inder, gegen die er häufig sehr brutale Maßnahmen ergriff. Im viktorianischen Zeitalter wurde er als einer der Helden von Delhi verehrt. Er spielt eine Rolle in einer Reihe von Büchern, die sich an jugendliche Leser richtete. Auch Rudyard Kipling spielt in seinem Buch Kim auf ihn an.